# ぶゑのすあいれす丸
ぶゑのすあいれす丸（ぶえのすあいれすまる、Buenos Aires Maru、ぶえのすあいれす丸）は、かつて大阪商船および大阪商船三井船舶が所有し運航していた貨客船および貨物船である。大阪商船所属の初代はぶゑのすあいれす丸級貨客船のネームシップとして西回り南米航路に就航して移民輸送に活躍し、太平洋戦争中に日本陸軍の病院船として運航され、爆撃によって劇的な最期を遂げた。大阪商船および大阪商船三井船舶所属の二代目は貨物船として、南米航路や欧州航路に就航した。
なお、船名表記については初代が「ぶゑのすあいれす丸」、二代目が「ぶえのすあいれす丸」であるが、初代に関しては、書物やパンフレットなどで「ゑ」ではなく「え」を使っているもの、「江」を崩した書体を使っているものもある。その他、後述の撃沈事件に関する報道では「え」である。

## ぶゑのすあいれす丸

### 概要
「ぶゑのすあいれす丸」は三菱長崎造船所で1928年（昭和3年）10月15日に起工、1929年（昭和4年）5月11日に進水し、10月31日に竣工した。
船内装飾は日本趣味に統一され、ラウンジは桃山時代の花見風俗を描いた壁画などで施されていた。また、喫煙室には黄金造りの陣刀を配した甲冑が置かれ、カフェは籐椅子、噴泉など涼を感じさせる設備も用意されていた。一等船客用設備のほか、移民主体の三等船客用設備にも一定の配慮がなされた「ぶゑのすあいれす丸」ではあったが、就航早々に世界恐慌の影響をかぶり、移民客が定数の半分である450名程度だったり、のちのブラジル大統領であるジェトゥリオ・ドルネレス・ヴァルガスが扇動した1930年からの革命のさ中に、入港を許可された数少ない外国船となったりもした。それでも、「ぶゑのすあいれす丸」は同型の「りおで志゛やねろ丸」（9,626トン）とともに就航以来「世界一周船としておなじみ」の存在となっていた。
1939年（昭和14年）、優秀船舶建造助成施設で建造されたあるぜんちな丸級貨客船2隻が就航するのに伴い、「ぶゑのすあいれす丸」と「りおで志゛やねろ丸」は新たに開設されたパナマ運河経由の東回り南米航路に転じ、1940年（昭和15年）2月からは命令航路に指定され、2か月に1回、年6回の定期航路となった。この航路ではメキシコのアカプルコ、コロンビアのカルタヘナといった、従来の南米航路とは無縁だった港にも寄港し、1940年（昭和15年）7月限りで西回り南米航路が休止になると、この航路が南米航路の主力となって、第二次世界大戦後に南米航路を再開した際のメインルートにもなった。その1940年（昭和15年）の一時期には大阪大連線にも臨時に配船されたが、「もんてびでお丸」（7,266トン）などとともに東回り南米航路の維持に努めた。しかし、世界情勢や日米関係の悪化の影響で1941年（昭和16年）7月にパナマ運河が閉鎖され、「ぶゑのすあいれす丸」はホーン岬経由で日本に向かわなければならなかった。そして、1941年（昭和16年）10月に日本に帰着したことをもって、大阪商船の南米航路は休航となった。
「ぶゑのすあいれす丸」は太平洋戦争勃発前の1941年（昭和16年）11月ごろに日本陸軍に徴傭され、陸軍輸送船として傷病兵の輸送に任じる。その後、1942年（昭和17年）11月23日に外務省経由で病院船としてイギリスやアメリカなどの連合国への通告が行われ、12月に入ってからスイス、スウェーデンおよびスペイン経由で連合国側に通告された。翌1943年（昭和18年）4月25日午後、香港近海を航行中の「ぶゑのすあいれす丸」は突然魚雷命中の爆発を生じ、負傷者7名を出した。アメリカ潜水艦「ランナー」による誤認攻撃とされたが、そのアメリカ側記録とは1日と10時間ばかり違う。香港で修理を受けたあと、再び行動を再開する。

### 沈没
1943年（昭和18年）11月26日、「ぶゑのすあいれす丸」はラバウルとココポで傷病兵1,129名、従軍看護婦とその他便乗者63名を乗せパラオに向かった。翌11月27日午前8時ごろ、南緯02度40分 東経149度20分 / 南緯2.667度 東経149.333度のチンオン島近海に差し掛かったところで1機のアメリカ陸軍のB-24が船尾方向から飛来し、高度1,000メートル前後から爆弾1発を投下して去って行った。爆弾は「ぶゑのすあいれす丸」のメインマスト基部の左舷側に命中して救命ボートを破壊した後、船体を貫通して舷外に飛び出し、水中で爆発した。これだけの被害だったが、「ぶゑのすあいれす丸」の外板に生じた破口から海水が後部機関室に入り込み、被弾から20分ほどで船内は停電する。爆撃を受け、傷病兵らは短艇甲板などに上がったうえで救命ボートに収容されたり、そのまま海中に放り投げられたりした。ほとんどの傷病兵は「ぶゑのすあいれす丸」から離れることができたものの、爆撃の振動で艙口梁が圧潰したことによる圧死などで命を落とした者が30名ばかりいた。また、傷病兵の中には一種の戦闘ストレス反応状態の者が200名もおり、救命ボートに上がるよう呼びかけても、風呂か何かにつかっているものと錯覚して呼びかけに答えなかった者も少なからずいた。やがて「ぶゑのすあいれす丸」は左に傾きつつ船尾から沈み始め、被弾から40分ほどで沈没した。「ぶゑのすあいれす丸」が今まさに沈もうとした刹那、脱出した傷病兵や乗組員などからは、期せずして「万歳!」の声が響き渡った。
「ぶゑのすあいれす丸」から救命ボートなどに乗り移った者には、艱難辛苦の漂流生活が待ち受けていた。ボート1隻あたり一切れの乾パンと水筒のキャップ大の容器1杯程度の水しかなく、周囲の海上にはサメが絶え間なく泳いでいる状況であった。結果的に漂流生活は12月2日までの5日間に及んだが、その間にアメリカ軍哨戒機に何度も発見され、そのたびにふんどしなどの赤布を交差させて赤十字を作り難を逃れていたが、12月1日、哨戒機の1機が即席の赤十字を作って漂流中のボートの1隻に対して機銃掃射を行い、戦死者2名と負傷者1名のほか、流れ弾に当たったサメ1匹がボートの底に噛み付いたまま死んでいた。12月2日にいたり、一部のボートが付近を通りかかった輸送船団に発見されたのをきっかけに、12月2日から3日にかけて艦艇や航空機などを動員した捜索が行われ、その他のボートも順次収容されていったが、爆撃と漂流によって傷病兵65名、衛生班47名、船員40名、その他12名および従軍看護婦10名の158名ないし174名が落命した。生存者のうち、従軍看護婦は救助されたあと身繕いをしたが、下着の着替えはなかった。そこで、救助に当たった駆潜艇乗組員の好意で、慰問袋に入っていたふんどしを従軍看護婦に贈ったところ、喜ばれた。
「ぶゑのすあいれす丸」沈没を受け、日本の新聞は「鬼畜」、「悪虐」、「暴虐」の単語を使って撃沈事件を大きく書き立てた。また、日本政府と陸軍省は討議を行い、各国赤十字社やローマ教皇庁を通じたアメリカ軍に対する抗議行動などが検討されたが、後者はのちに「効果に疑問あり」として採用されなかった。抗議文の文言に関しても検討が重ねられた。最終的に決まった抗議文は12月16日ごろから順次送信され、12月20日には日本国内向けに、抗議を行った事実を公表した。
抗議に対するアメリカ軍及び政府からの返答は1944年（昭和19年）2月に行われ、それによれば「投弾が行われたあとまで病院船の標識が明瞭ではなかった」こと、「ボートに広げられた即席の赤十字もよく見えなかった」こと、「そのボートが「ぶゑのすあいれす丸」からのものであるという証拠が見いだせなかった」ことなどを挙げて抗議は筋違いで拒否として、攻撃はあくまで偶然であったとしながらも遺憾の意を表した。日本政府はこの返答には満足せず、1944年（昭和19年）4月には「再調査した結果」に基づいて再抗議を行い、戦争末期の1945年（昭和20年）2月から3月にかけても三度目の抗議を行った。
なお、沈没時の「ぶゑのすあいれす丸」の病院船関連標識は、規定の標識のほかに数か所追加されていたが、これは別件の病院船攻撃に対するアメリカ政府の返答中に、「（アメリカの病院船は）条約規定標識とは別に、独自に追加した標識を付けている。日本の病院船もそうすればよい」ということを示唆されたことから追加されたものであった。

### 同型船
- りおで志゛ゃねろ丸

### 画像

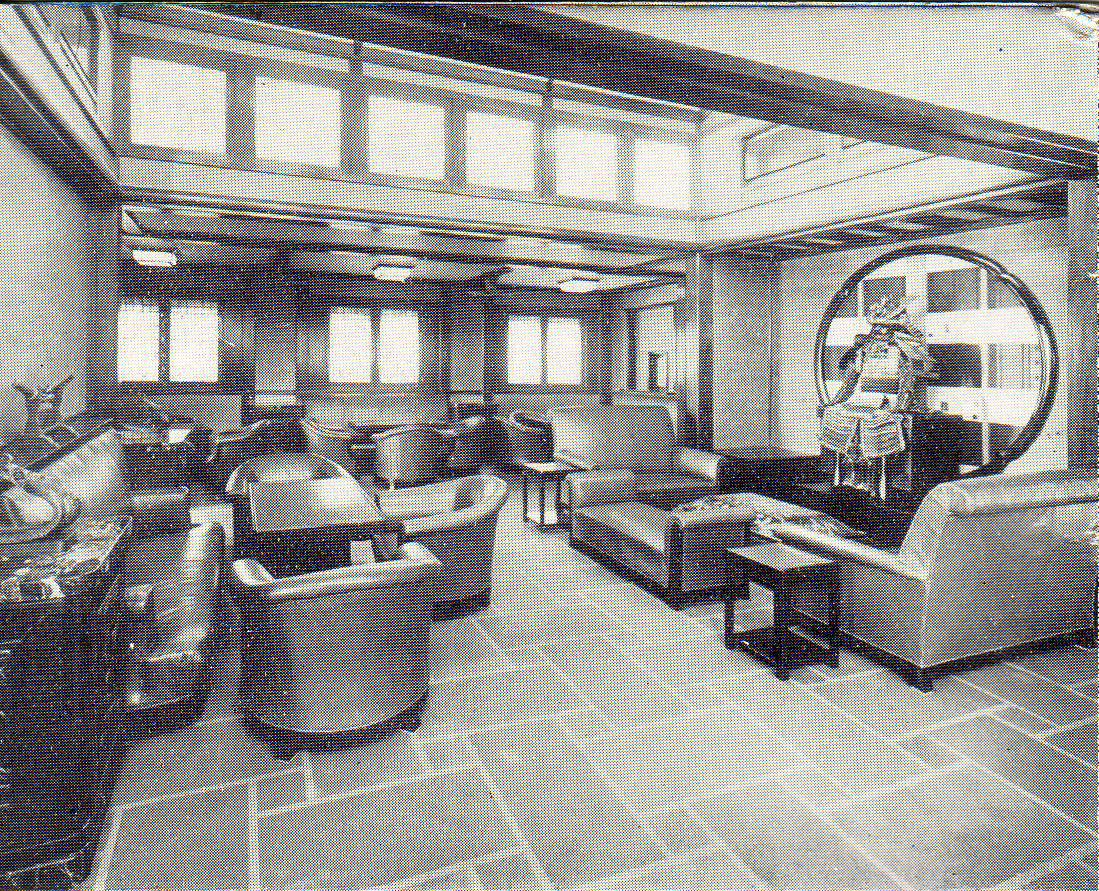
一等喫煙室
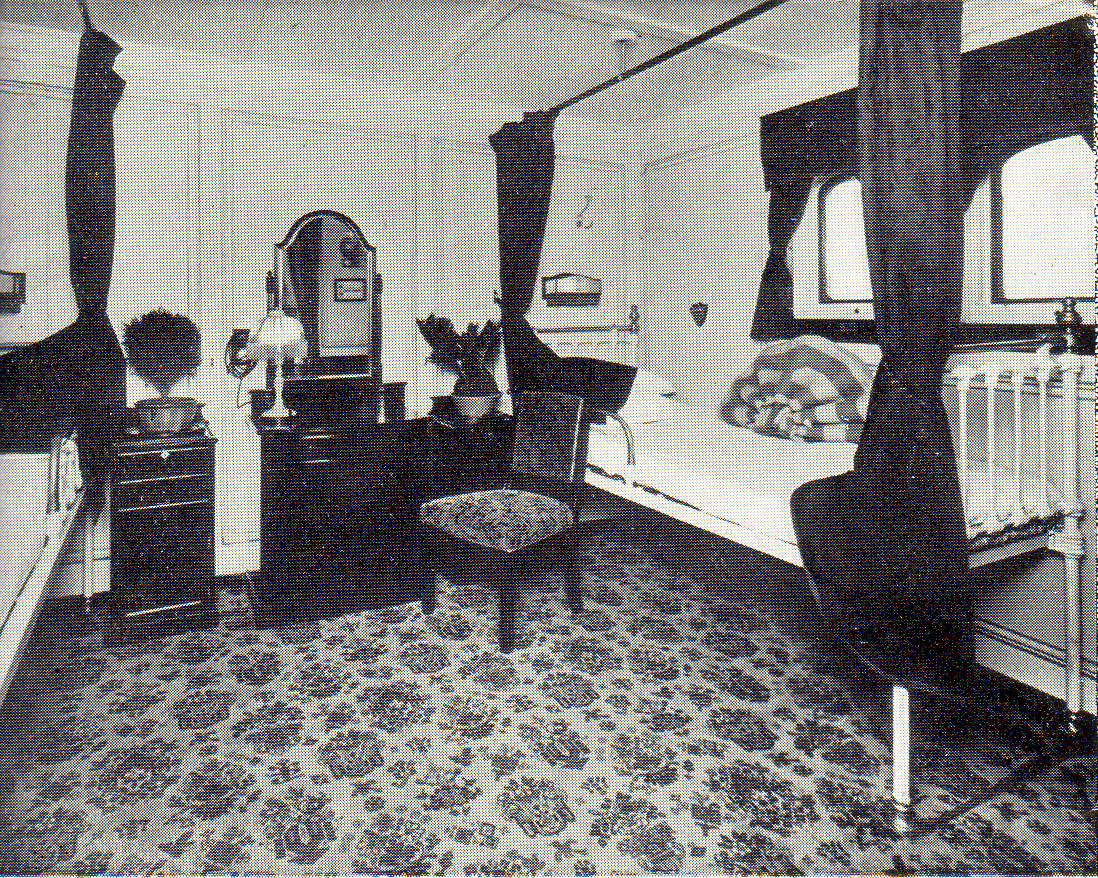
一等特別室
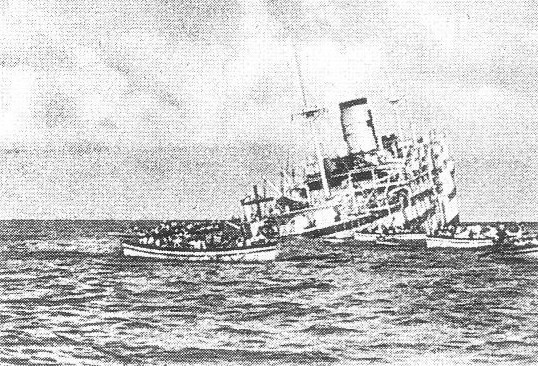
爆撃を受けて沈みゆく「ぶゑのすあいれす丸」

## ぶえのすあいれす丸

### 概要
大阪商船の南米航路は、GHQの許可のもとに1950年（昭和25年）に用船をもって復活した。翌1951年（昭和26年）には自社船での運航を再開したが、通商協定の締結遅延などがあってなかなか軌道に乗らなかった。その一方で、外航航路が復活するのと連動して、貨物船隊の再建も1947年（昭和22年）から始まった計画造船の下で進められた。
「ぶえのすあいれす丸」は第11次計画造船により、らぷらた丸型貨物船の二番船として新三菱神戸造船所で1955年（昭和30年）10月5日に起工し1956年（昭和31年）1月31日に進水、3月31日に竣工した。南米航路向けに建造されたが、1959年（昭和34年）には欧州航路にも就航した。1964年（昭和39年）4月1日、大阪商船が三井船舶と合併して大阪商船三井船舶となった際に移籍。1979年（昭和54年）5月11日、川崎重工業坂出工場に売却され解体された。